# Macrostemum adpictum
Macrostemum adpictum är en nattsländeart som först beskrevs av Navás 1934.  Macrostemum adpictum ingår i släktet Macrostemum och familjen ryssjenattsländor. Inga underarter finns listade i Catalogue of Life.